# Comuna de Łubniany
Łubniany (polaco: Gmina Łubniany) é uma gminy (comuna) na Polónia, na voivodia de Opole e no condado de Opolski. A sede do condado é a cidade de Łubniany.
De acordo com os censos de 2004, a comuna tem 9042 habitantes, com uma densidade 72,1 hab/km².

## Área
Estende-se por uma área de 125,41 km², incluindo:
- área agricola: 46%
- área florestal: 49%

## Demografia
Dados de 30 de Junho 2004:
|                      | Total   | Total | Mulheres | Mulheres | Homens  | Homens |
| -------------------- | ------- | ----- | -------- | -------- | ------- | ------ |
|                      | pessoas | %     | pessoas  | %        | pessoas | %      |
| População            | 9042    | 100   | 4683     | 51,8     | 4359    | 48,2   |
| Densidade (pop./km²) | 72,1    | 100   | 37,3     | 37,3     | 34,8    | 34,8   |

De acordo com dados de 2002, o rendimento médio per capita ascendia a 1106,41 zł.

## Comunas vizinhas
- Dobrzeń Wielki, Lasowice Wielkie, Murów, Opole, Turawa